# (20451) Galeotti
(20451) Galeotti est un astéroïde de la ceinture principale.

## Description
(20451) Galeotti est un astéroïde de la ceinture principale. Il fut découvert le 15 mai 1999 à la station Anderson Mesa par le programme LONEOS. Il présente une orbite caractérisée par un demi-grand axe de 2,16 UA, une excentricité de 0,20 et une inclinaison de 5,8° par rapport à l'écliptique.

## Compléments